# Siegfried Nasko

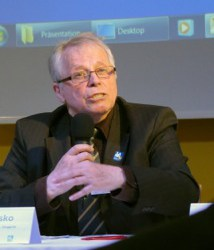
Siegfried Nasko (2017)

Siegfried Nasko (* 22. März 1943 in Graz) ist ein ehemaliger österreichischer Politiker (SPÖ) und Beamter. Er war von 2003 bis 2005 Abgeordneter zum Landtag von Niederösterreich.

## Leben
Siegfried Nasko erlernte nach der Volk- und Hauptschule den Beruf des Bäckers, wobei er die Facharbeiterprüfung ablegte. Nach dem Aufbaugymnasium mit Matura studierte er Geschichte und Germanistik an der Universität Wien. Er trat 1971 in den Dienst des Kulturamts des Magistrat St. Pöltens und stieg 1980 zum Archivdirektor auf.

## Politik
Im politischen Bereich engagierte sich Nasko ab 1984 als Gemeinderat in St. Pölten, zudem war er seit der Gemeinderatswahl 1991 bis 2003 Stadtrat. Er vertrat die SPÖ vom 24. April 2003 bis zum 7. November 2005 im Landtag von Niederösterreich, ihm folgte Willi Stiowicek.

## Auszeichnungen
- 2006 wurde er mit dem Jakob-Prandtauer-Preis für Wissenschaft und Kunst der Stadt St. Pölten ausgezeichnet.
- 2014 erhielt er das Österreichische Ehrenkreuz für Wissenschaft und Kunst
- 2015 das Große Ehrenzeichen für Verdienste um das Bundesland Niederösterreich.

## Schriften

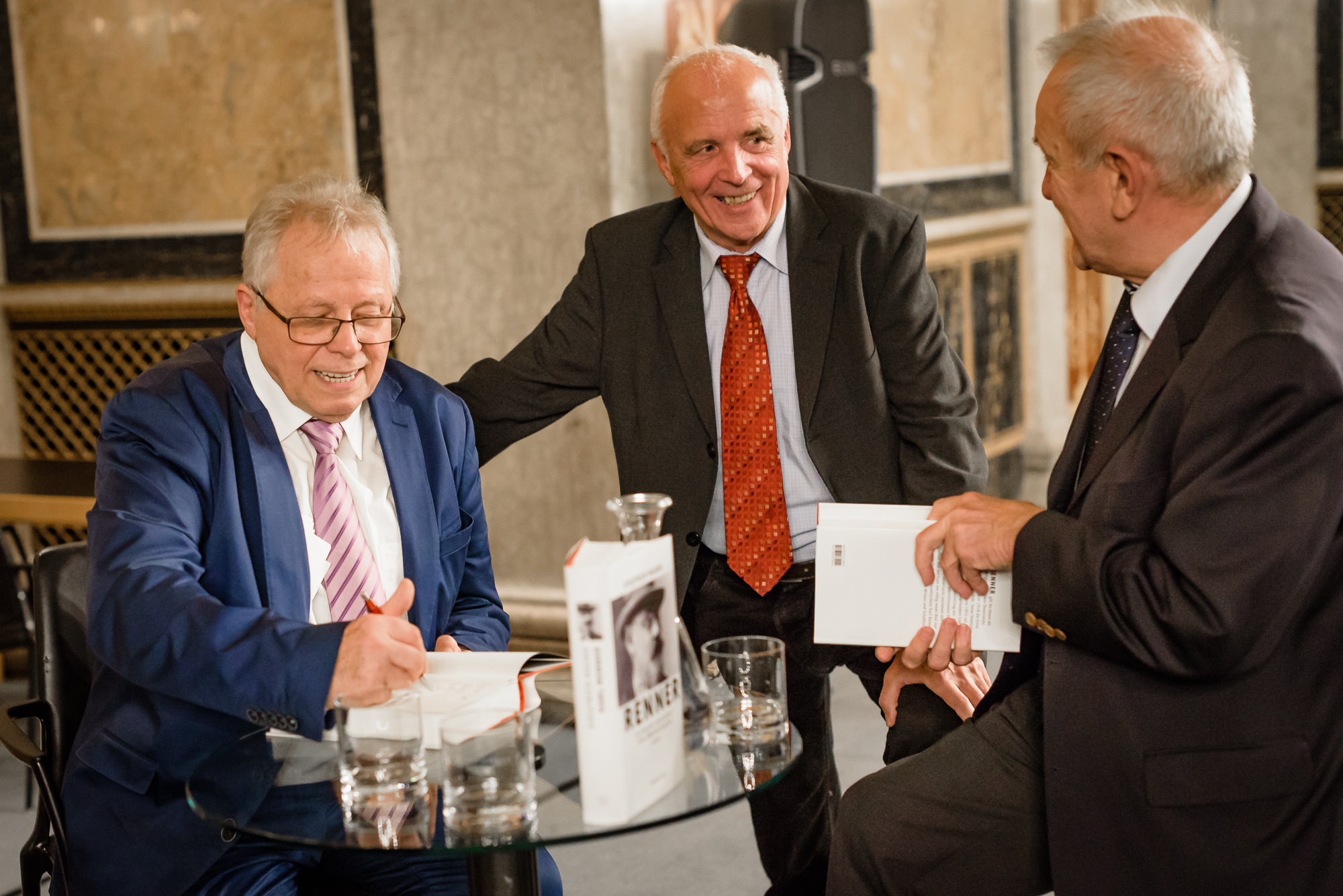
Siegfried Nasko bei der Buchpräsentation über Karl Renner – Zu Unrecht umstritten? Eine Wahrheitssuche (2016)

- mit Willibald Rosner u. a.: St. Pölten im 20. Jahrhundert – Geschichte einer Stadt. Residenz, Salzburg/St. Pölten 2010, ISBN 978-3-7017-3155-8.
- Empor aus dumpfen Träumen – Arbeiterbewegung und Sozialdemokratie im St. Pöltner Raum. SPÖ-Bezirksorganisation, Wien/St. Pölten 1986.
- mit Thomas Karl: Stadtführer St. Pölten. Magistrat der Landeshauptstadt St. Pölten, 1993.
- mit Johannes Reichl: Karl Renner. Zwischen Anschluß und Europa. Holzhausen, Wien 2000, ISBN 3-85493-026-7.
- Karl Renner. Zu Unrecht umstritten? Eine Wahrheitssuche. Residenz, Salzburg/Wien 2016, ISBN 978-3-7017-3400-9.
- Auf der Suche nach Babaji: Erinnerungen und Beobachtungen. Books on Demand, 2020, ISBN 978-3-7528-9459-2.
- Karl Renner und der Anschluss: Akteure und Hintergründe. Verlagshaus Schlosser, 6 December 2024, ISBN 978-3-7581-0088-8.

## Auf der Suche nach Babaji
Auf der suche nach Babaji steht in diesem Buch für unser aller Suche nach einem Ziel, einem Gipfel, nach Erfolg, Glück und Lebenssinn. Der Roman den einer gelebt hat, ist noch immer eine größere schöpferische Leistung als der, den jemand geschrieben hat.

## Karl Renner und der Anschluss
Nach dem Ende der Doppelmonarchie war der Anschluss an die Weimarer Republik für viele Österreicher ein Lebenstraum. Karl Renners öffentliches „Ja“ zur NS-Anschluss-Volksabstimmung am 3. April 1938 gilt als sein größter politischer Fehler. Obwohl Renner Nationalismus kritisch sah, unterstützte er den Anschluss an die sozialistisch geführte Weimarer Republik aufgrund wirtschaftlicher Vorteile. Seit 1923 bekämpfte er jedoch den Nationalsozialismus aktiv. Wie konnte Adolf Hitler 1933 plötzlich Diktator werden? Neue Forschungen zeigen, dass Reichspräsident Hindenburg, bisher als Bremser angesehen, entscheidend dazu beitrug. Um einer Untersuchung wegen Korruption zu entgehen, versprach Hitler ihm Immunität, woraufhin Hindenburg ihm die Kanzlerschaft übertrug. Die Diktatur etablierte sich mit Hindenburgs Billigung und der Loyalität von Behörden und Militärs. Nach Hitlers Machtübernahme lehnte Renner, wie die gesamte SDAP, den Anschluss entschieden ab. Er setzte sich aktiv für Österreichs Unabhängigkeit ein. Am Tag des Anschlusses, dem 12. März 1938, plante ein deutscher Botschaftsangehöriger ein Attentat auf Hitler, das jedoch scheiterte. Renner versuchte, seine (halb)jüdische Familie nach Schweden in Sicherheit zu bringen, doch das Auftauchen der Gestapo zwang ihn, andere Wege zu finden. Um seine Familie zu schützen, gab Renner ein Interview, in dem er den Anschluss begrüßte, distanzierte sich jedoch von der undemokratischen Durchführung. Dennoch verschonten die Nazis seinen jüdischen Schwiegersohn nicht, und der Sozialist Robert Danneberg starb 1942 im KZ Buchenwald. Renners taktisches „Ja“ war gescheitert.